# João Neiva
João Neiva é um município brasileiro do estado do Espírito Santo. Sua população segundo o Censo demográfico do IBGE em 2022 é de 14 079 habitantes.
Encontra-se em meio a uma paisagem de densas matas sobre um relevo acidentado, com muitos "pães-de-açúcar". Próximo à cidade, há duas reservas biológicas que têm o objetivo de preservar o que ainda existe de Mata Atlântica, a reserva da Rancho Alto - Reserva Florestal da Vale do Rio Doce, criadas e mantidas pela Companhia Vale do Rio Doce. A influência da cultura italiana é uma característica marcante de João Neiva, cidade que recebeu muitas famílias vindas da Itália no período das grandes imigrações no Brasil.

## História

### BANDEIRA OFICIAL
A Bandeira Oficial foi escolhida em concurso municipal, criada por RODRIGO FRIGINI DE MARCHI, composta de três faixas horizontais de mesmo tamanho, nas cores verde, branco e vermelho (cores da Bandeira Italiana), que representam a imigração italiana de quem somos descendentes. No triângulo centralizado na faixa branca, a locomotiva representa João Neiva no seu início, o Monte Negro, um ponto marcante do Município e as datas 1906, marca o início do povoado e 1988 a emancipação de João Neiva.

### Imigração italiana
No ano de 1874 deu-se a imigração para o Brasil. Os italianos distribuíram-se por várias regiões, mas foi somente no ano de 1877 que chegaram nessa região as primeiras famílias de imigrantes.  Em 1888 a família Girelli proveniente de Vigasio VR, em 1889 a família Faustini proveniente de Belluno e entre outras. Com a chegada da primeira família surgem os povoados de Acioli (1887) e Demétrio Ribeiro (1890), hoje distritos de João Neiva.

### Instalação da ferrovia
No início do século XX, um deputado federal baiano e engenheiro João Augusto Neiva, muito lutou na câmara federal para a instalação da Estrada de Ferro Diamantina, pertencentes a Companhia Estrada de Ferro Vitória-Minas.
Com a instalação da estrada de ferro, em 1906 surge a estação ferroviária. O terreno para a realização da obra foi doado por Negri Orestes. O idealizador, Pedro Nolasco, da construção da Estrada de Ferro Diamantina, para homenagear o deputado baiano João Augusto Neiva, deu à estação o nome de João Neiva. É em torno da estação que surge o povoado "João Neiva".
Em 30 de dezembro de 1921, João Neiva, através da lei nº 1305 é elevada a distrito.
No dia 15 de novembro de 1988, realizou-se a primeira eleição no município. Tendo sido eleito para prefeito, Aluyzio Morellato, para vice-prefeito, José Anízio Ivo Secomandi.

## Geografia
Situada na Microrregião Metropolitana Expandida Norte, João Neiva, limita-se ao norte pelo município de Colatina; ao sul Ibiraçu; a nordeste Linhares, a leste Aracruz; a oeste São Roque do Canaã e Santa Teresa. Possui uma distância de 81 km da capital do estado – Vitória.

### Relevo
Com altitude mínima de 60m e máxima de 1090m, o município possui um relevo modelado com rochas cristalinas, classificando-se como ondulado a fortemente ondulado, com cotas variando de 100 a 600 metros, possuindo boa parte de sua área com declividade maior que 30%.
Localizado na sede, encontra-se o Morro do Monte Negro que faz a divisa com o município de Ibiraçu, o Pico da Serra do Óleo com 800 metros que fica localizado, perto de Lombardia, perto de Barra do Triunfo, e ainda o Morro de Santa clara em Alto Bérgamo e o Pico de Cavalinho que é um dos principais pontos da telecomunicação do Espírito Santo, onde ficam as torres da Embratel, Vale, TV Gazeta, entre outras.

### Hidrografia
Encontra-se na bacia do Rio Doce, sendo que na região destacam-se os rios Piraqueaçu, rio Pau Gigante, rio Ubás, rio Triunfo, dentre outros.
Os maiores rios do Município são:
• rio Piraqueaçu: nasce em Santa Teresa, atravessa o município e deságua no Oceano Atlântico, em Santa Cruz – município de Aracruz.
• rio Clotário: nasce na cabeceira do Morro do Descanso que fica em Cavalinho e Demétrio Ribeiro e deságua no rio Piraqueaçu, em João Neiva, na ponte próxima ao Centro Comunitário.
• rio Pau Gigante: nasce na cabeceira de Alto Bérgamo, passa por Acioli e no município de Colatina forma a lagoa Pau Gigante que deságua no rio Doce.
As principais cachoeiras do Município são:
• cachoeira do Paraíso: chamada anteriormente de Cachoeira do Inferno – segundo antigos moradores existe nesta cachoeira uma gruta com inscrições de Antigas Civilizações, cujas cópias de letras já foram enviadas até para a Itália, para estudos. Foi encontrada nesta cachoeira, uma pedra esférica com mais ou menos 15 cm de raio, hoje exposta no restaurante Califórnia, em Ibiraçu.
Através da Lei n.º 0886/98 fica denominada “Cachoeira do Paraíso”  a popular “Cachoeira do Inferno”.
Localizada em Mundo Novo, com aproximadamente 80 metros de altitude. 
Por possuir uma água de boa qualidade e poucas impurezas, foi canalizada pelo SAAE para abastecimento de água da sede de João Neiva e algumas localidades do município como: Santo Afonso, Cristal, Piraqueaçu, Ribeirão de Cima, Monte Negro e Juá.
• no rio Clotário há uma cachoeira localizada dentro da cidade de João Neiva, no final da rua 7 de setembro, antiga fornecedora de energia elétrica para a cidade.
• no  rio Ubás há uma cachoeira na propriedade de João Batista, entre a Barra do Triunfo e Acioli.
• Cachoeira Piva: com mais ou menos 10 metros de altura, próxima à Br 101-norte, no Rio Piraqueaçu.

## Demografia
De acordo com a estimativa populacional do IBGE para 2022, João Neiva tem 14.079 habitantes, ocupando o posto de 44º município mais populoso do estado.
Evolução demográfica da cidade de João Neiva

## Subdivisões

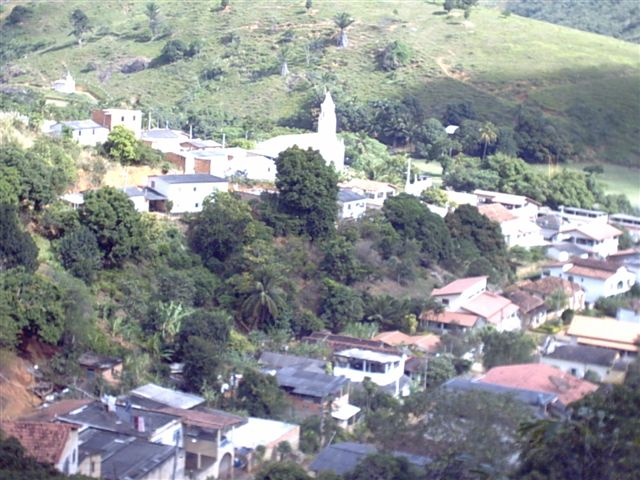
Vista de Acioli.

| Distrito   | População |
| ---------- | --------- |
| Acioli     | 2300      |
| João Neiva | 13100     |

## Estrutura urbana

### Transporte
A rede de transporte de João Neiva é composta pelas modalidades ferroviária e rodoviária.
A cidade é cortada e atendida pela Estrada de Ferro Vitória a Minas (EFVM), mantida pela Vale, cujos trens diários ligam o município às capitais Belo Horizonte e Vitória.
Além de ser cortada pela BR-101, a BR-259 que liga o Espírito Santo à Minas Gerais inicia-se em João Neiva.
Atualmente o município conta com uma viação de transporte urbano intermunicipal que é atendida pela Viação São Roque.

## Cultura e lazer

### Turismo
Sem dúvida, um dos lugarejos mais bonitos de João Neiva é Demétrio Ribeiro. Fundado no final dos anos de 1800, atraiu vários imigrantes italianos, que dedicaram-se ao plantio do café, ao comércio e à agricultura de subsistência.
O nome Demétrio Ribeiro foi dado devido à influência de Demétrio Nunes Ribeiro, que foi Ministro da Agricultura. Atualmente a comunidade de Demétrio Ribeiro, em parceria com o Sebrae, organiza anualmente um evento para promover a cultura e o agroturismo, proporcionando o desenvolvimento local e conseqüentemente a melhoria da qualidade de vida de seus moradores.
Outro ponto turístico do município de João Neiva, fica localizado no centro da cidade: A famosa e Antiga Igreja Matriz, administrada pelo Padre Antônio Wilson Almança há vários anos e até hoje. A Igreja é admirada por sua beleza interna e externa. Visual de construção antiga, chama a atenção dos visitantes que aparecem pela cidade.